# Geolycosa riograndae
Geolycosa riograndae är en spindelart som beskrevs av Wallace 1942. Geolycosa riograndae ingår i släktet Geolycosa och familjen vargspindlar. Inga underarter finns listade i Catalogue of Life.